# Anchorage Island (Prinzessin-Elisabeth-Land)
Anchorage Island (von englisch anchorage ‚Ankerplatz‘) ist eine etwa 1 km lange und 500 m breite unbewohnte Insel in der Antarktis. Sie liegt etwa 2 km nordwestlich der Davis-Station im Gebiet der Vestfoldberge vor der Ingrid-Christensen-Küste des ostantarktischen Prinzessin-Elisabeth-Lands.
Die Insel wurde erstmals von norwegischen Kartografen mittels Luftaufnahmen der Lars-Christensen-Expedition 1936/37 kartografiert. Der Name leitet sich von den Schiffen ab, die die Insel bei der Versorgung der Davis-Station als Ankerplatz nutzten.